# Pilotenmesser

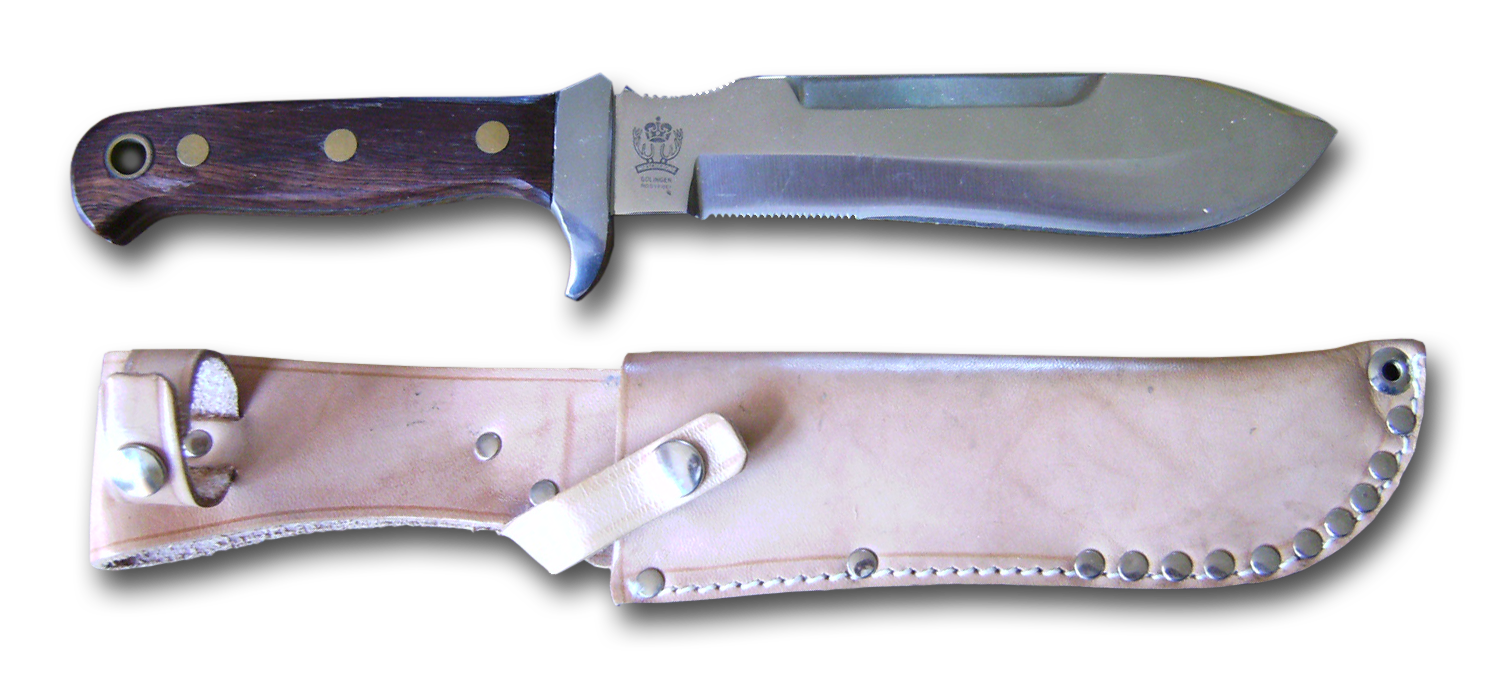
Pilotenmesser der deutschen Bundeswehr (von Hirschkrone, BW-TL-7340-0010)

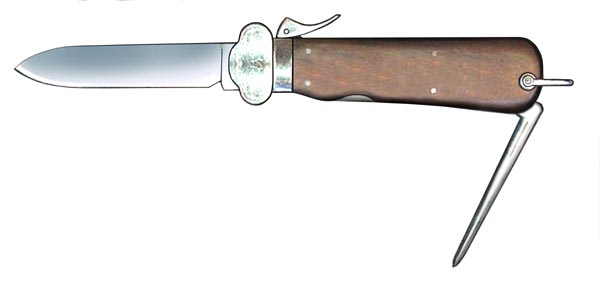
Frühes Flieger-Kappmesser mit Pricker (Wehrmacht, Zweiter Weltkrieg)

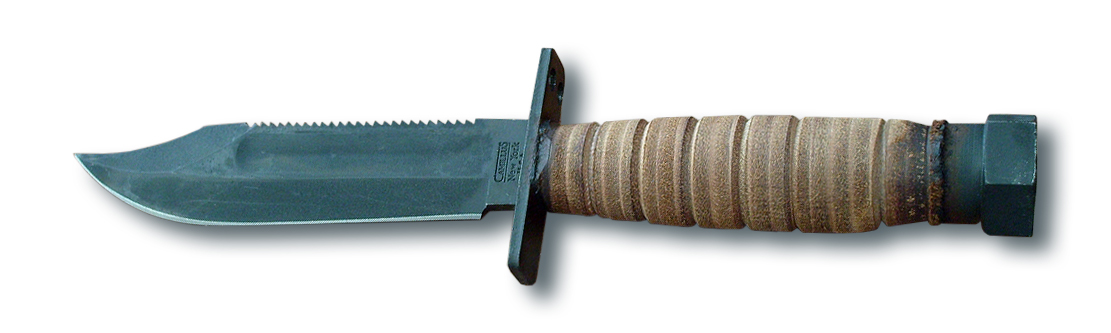
Altes U.S.-Air-Force Survival Knife. Am Griffende ein Scheibenbrecher (etwa Vietnamkrieg-Ära)

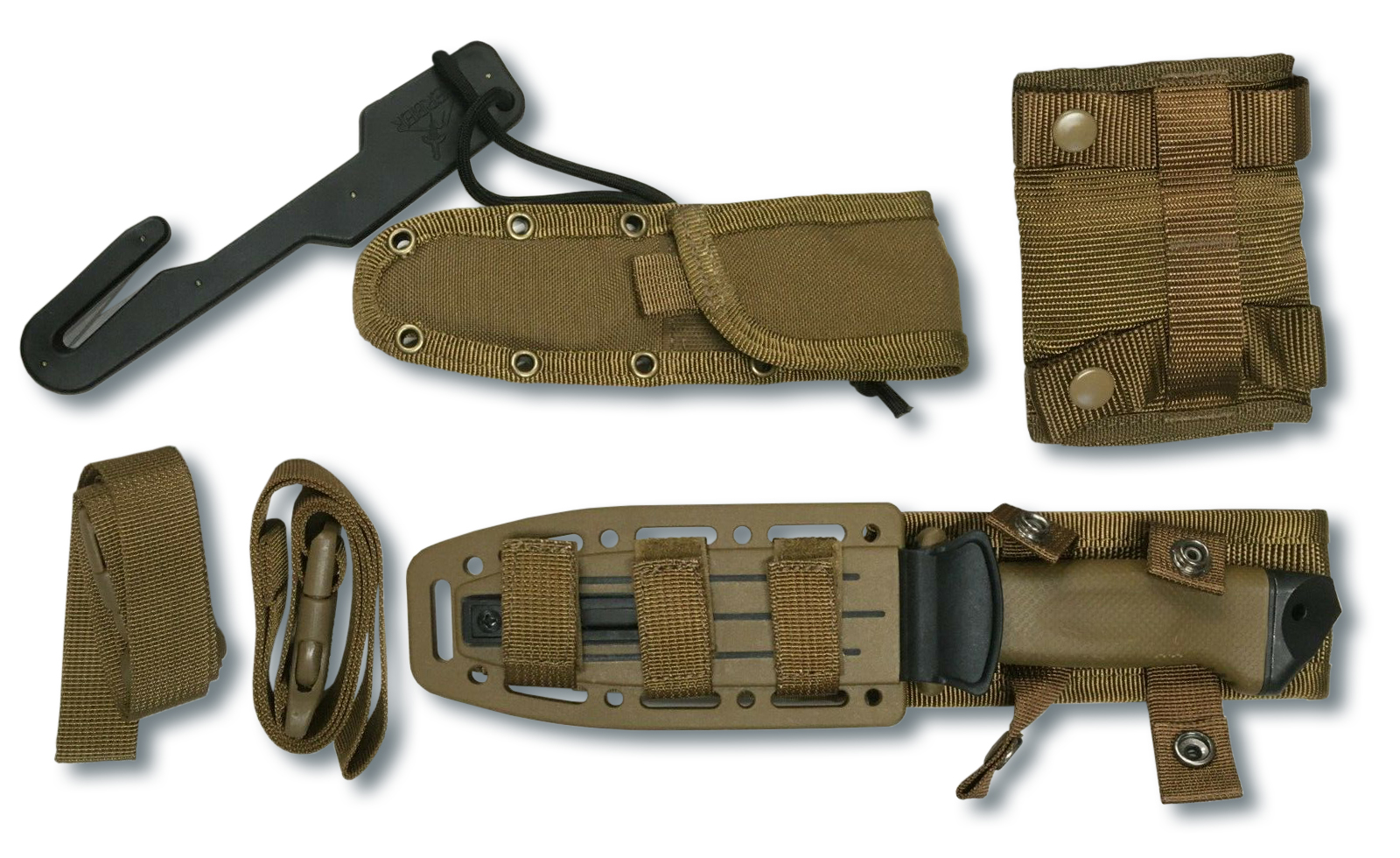
Modernes Pilotenmesser („ASEK“) mit separatem Gurtschneider, Scheide und Befestigungsriemen (seit 2005)

Als Pilotenmesser (teilweise als „Überlebensmesser für Piloten“ umschrieben, im englischen Aircrew Survival Egress Knife – wörtlich: Flugzeugbesatzungs-Überlebens-Ausstiegsmesser) wird umgangssprachlich eine Kategorie von Messern bezeichnet, die nach einem Flugzeugabsturz, einer außerplanmäßigen Landung oder einem Notausstieg in der Luft – etwa einem Fallschirmabsprung oder einem Rettungsausstieg mit einem Schleudersitz – als Behelf zum Überleben dienen, um sich bis in Sicherheit durchzuschlagen.

## Geschichte
Pilotenmesser können als eine Weiterentwicklung der so genannten Kappmesser betrachtet werden, vereinen aber auch Merkmale von Rettungsmessern und Survivalmessern.
Größere Bekanntheit erlangten die 1936 durch die Solinger Metallwaren-Fabrik für die Luftwaffe entwickelten Fliegerkappmesser. Diese Messer wurden zunächst ausschließlich an Luftfahrzeugbesatzungen und Fallschirmjäger der Wehrmacht ausgegeben und dienten als Rettungsmesser. Im Laufe des Zweiten Weltkrieges erweiterte sich der Einsatzbereich dieses Messers jedoch deutlich. Bedingt durch die schweren Kämpfe an der Ostfront wurden die Fliegerkappmesser 1944 auch an die an der Ostfront eingesetzte 1. Skijägerdivision ausgegeben. Auch SS-Verbände hatten zentralisierte Bestände dieser „Sondermesser“, welche vor Angriffen gegen die russische Front an die Spitzenzüge ausgegeben wurden. Nachkriegsversion(en) dieses Messers wurden – jetzt wieder in ihrer ursprünglichen Verwendung – noch von 1958 bis 2017 bei der Luftwaffe verwendet.
Militärische Pilotenmesser werden entweder von der Truppe gestellt, können aber auch als „persönliche Ausrüstung“ von den Besatzungen individuell angeschafft werden.

## Aufbau
Moderne Pilotenmesser verfügen über eine Reihe von Funktionen, die dabei helfen, sich aus einem Flugzeug zu befreien, z. B. ein integrierter Hammerkopf, um Acrylglas-Cockpitfenster zu zerbrechen oder die Aluminiumhaut eines Flugzeugs zu durchstoßen. Es kann auch als Schraubendreher verwendet werden. Oft ist eine separate Klinge zum Durchtrennen von Sicherheits- oder Fallschirmgurten („Gurtschneider“) und weiteres Zubehör integriert.
Eine Tendenz zu einer bestimmten Bauart der Messer ist nicht festzustellen, jedoch sind die Klingenerle oft durchgehend, und mit den Klingen ist Batoning möglich. Auch Sägerücken sind anzutreffen. Manche Varianten verfügen über Löcher am Griff und lassen sich mit einer beigefügten Schnur und einem Ast zu einem Speer (zur Jagd oder Verteidigung) umfunktionieren.
Beispiele für Pilotenmesser sind: das US-Air-Force-Kampf- und Pilotenmesser (ASEK), das Fällkniven F1 der Schwedischen Luftstreitkräfte (Flygvapnet), und S1 der US-Aircrews, das Gerber LMF II ASEK, oder das Messer der Bundeswehr für Piloten und Fallschirmspringer nach BW-TL-7340-0010, das bis 1983 von Puma und anschließend von Hirschkrone produziert wurde.